# Antoni Blank

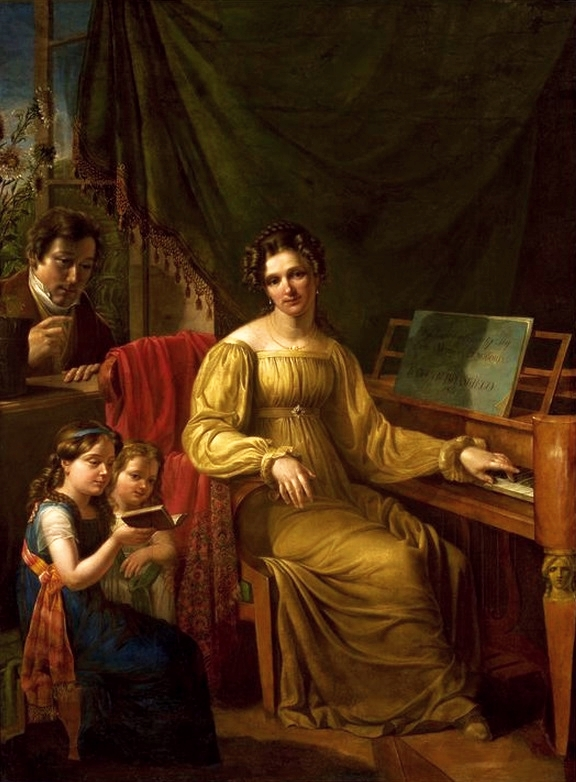
Chân dung tự họa với gia đình (1825)

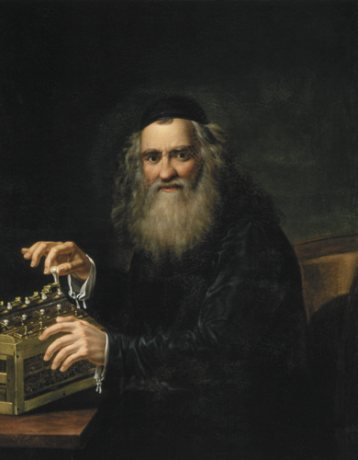
Chân dung Abraham Stern (1823)

Jan Antoni Blank (6 tháng 5, 1785, Olsztyn - 20 tháng 2, 1844, Warsaw) là một họa sĩ theo phong cách cổ điển người Ba Lan. Ông chuyên vẽ tranh chân dung và tiểu họa. Ông thường ký tên vào tranh của mình là Jan Antoni Blank-Białecki.

## Tiểu sử
Antoni Blank là con của một chủ xưởng dệt. Ông mồ côi cha mẹ từ nhỏ và được ông chủ bưu điện địa phương nuôi dưỡng. Năm mười lăm tuổi, ông học việc với Józef Kosiński, người từng làm họa sĩ cung đình cho Vua Stanisław II August. Ông ở Warsaw cho đến năm 1809, sau đó ông chuyển đến Dresden để theo học họa sĩ người Áo Josef Grassi.
Khi trở về Warsaw vào năm 1815, Antoni Blank trở thành người quản lý khuôn thạch cao và làm giáo viên hội họa tại Khoa Mỹ thuật của Đại học Warsaw. Năm 1819, ông được phong hàm Giáo sư. Sau khi ngôi trường này bị đóng cửa vào năm 1831, ông mở các lớp dạy tư và nhận làm công việc phục dựng.
Ngoài tranh chân dung, Antoni Blank còn vẽ nhiều tác phẩm tranh về chủ đề tôn giáo và thần thoại. Ông cũng vẽ bích họa cho trần nhà. Cùng các học trò của mình, ông vẽ trang trí cho các nhà thờ trên khắp vùng Warmia, chẳng hạn như bức "Thánh Catarina thành Alexandria" trong một nhà thờ ở Reszel, "Bảy sự thương khó của Đức Mẹ" trong Nhà thờ Thánh James ở Olsztyn. Antoni Blank cũng tổ chức triển lãm ở Cung điện Nieborów và Królikarnia.
Các tranh chân dung đáng chú ý nhất của ông là chân dung Abraham Stern, Stanisław Kostka Potocki và Tướng Jan Teodor Kobylański. Một số học trò nổi tiếng nhất của Antoni Blank là Rafał Hadziewicz, Jan Feliks Piwarski, Antoni Brodowski và January Suchodolski.